# Lago di Valvestino
Il lago di Valvestino è un lago artificiale situato in provincia di Brescia, in Lombardia.  Formato dalla costruzione della diga di Ponte Cola sul torrente Toscolano nel 1962 per la produzione di energia idroelettrica, è compreso quasi interamente nel comune di Gargnano, con una piccola parte a nord pertinente al comune di Valvestino. È alimentato anche dal torrente Droanello e dalla galleria artificiale che raccoglie le acque del torrente San Michele nel comune di Tremosine sul Garda e dal Rio Costa.

## Geografia
Il Monte Palotto (1.369 m) e il Monte Fassane (1.188 m) limitano il lago a nord mentre a sud ci sono il Monte Pracalvis (1.164 m), il Monte Alberelli (1.166 m) e il Monte Albereletti (844 m). Il lago è situato parte nel cuore della riserva naturale Gardesana Occidentale e parte nel Parco regionale dell'Alto Garda Bresciano, il paesaggio è incontaminato, una fitta foresta fornisce l'habitat per la fauna selvatica composta da cervi, caprioli e mufloni.
Nella Valle di Vesta, raggiungibile solo a piedi o in barca, vi è la presenza di alcune grotte e fino agli anni '50 del secolo scorso il legname copioso ivi presente era sfruttato dai carbonai della Val Vestino per la produzione del carbone vegetale.
Periodicamente, con l'abbassarsi delle acque, riemergono dal lago le rovine della vecchia Ex regia dogana italiana di Gargnano, un tempo snodo cruciale per il passaggio di uomini e merci nel territorio circostante. Il lago è isolato e poco sviluppato per i turisti ed è raggiungibile da Gargnano o da Idro.

## Storia

### La Dogana sommersa. Il vecchio confine di Stato di Lignago e il Casello di Dogana di Gargnano detto della Patoàla e le sue due sezioni

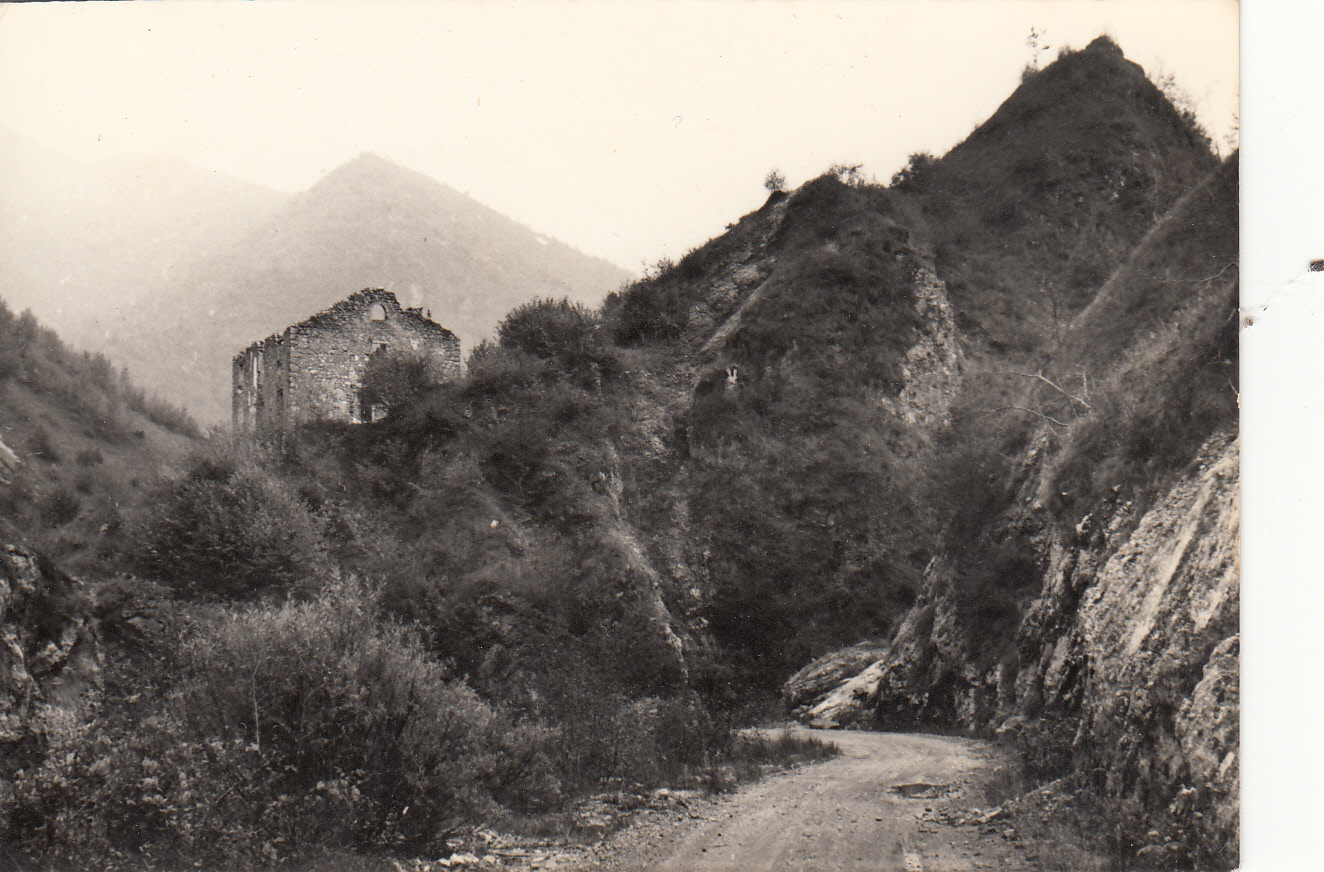
1961. L'ex caserma o Casello della Regia Guardia di Finanza in località Patoàla, l'antica strada bianca e in lontananza le propaggini della selva Boèrna del monte Magno

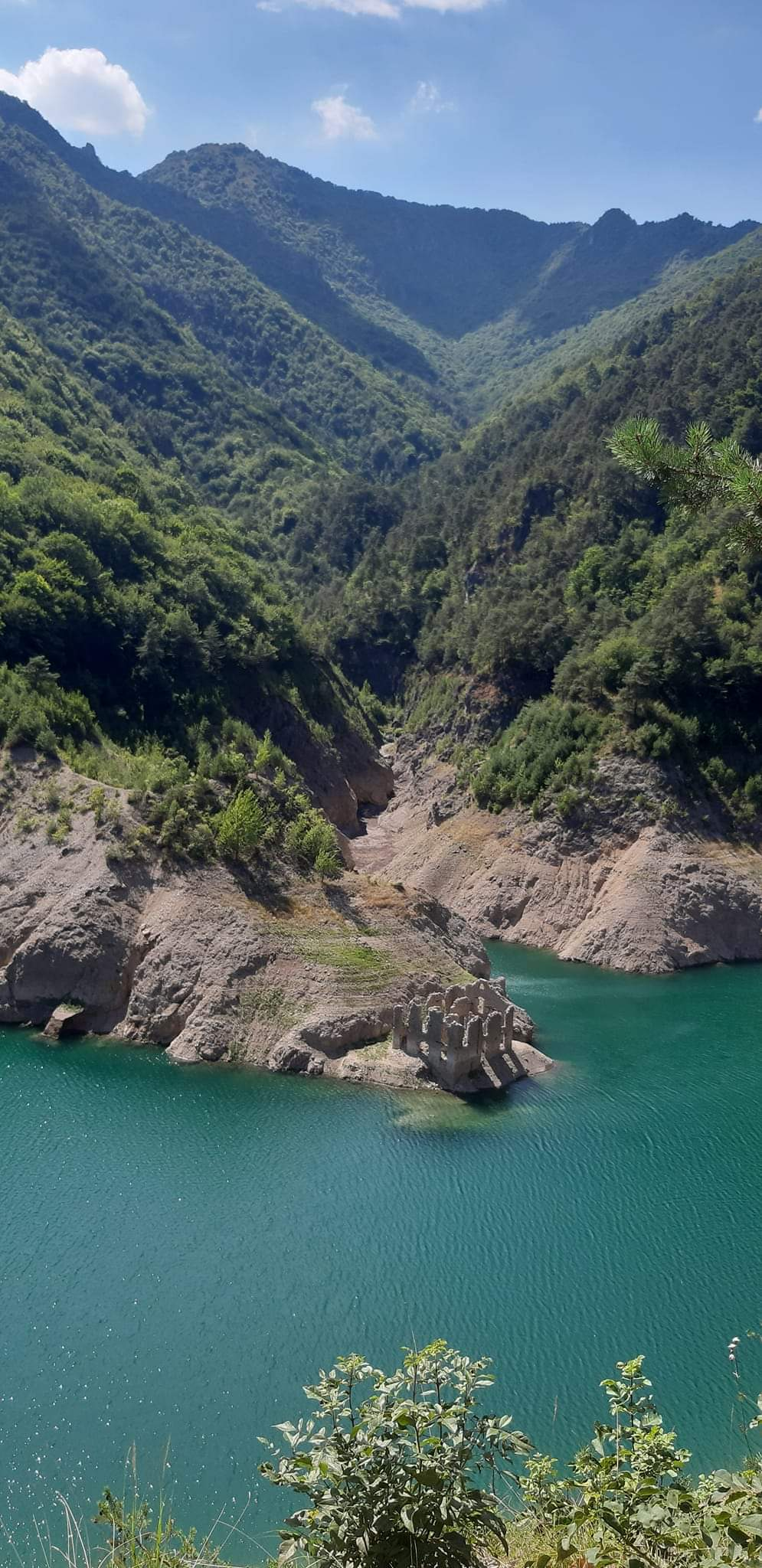
L'Ex regia dogana italiana di Gargnano della Regia Guardia di Finanza in località Patoàla, oltre la Valle di Fassane

Il territorio della Val Vestino divenne italiano ufficialmente il 10 settembre 1919 con il trattato di pace di Saint Germain: verso il 1934 fu posizionata per volontà dell'allora segretario comunale di Turano, Tosetti, una targa lapidea all'inizio della Valle del Droanello presso l'ex strada provinciale che correva lungo il greto del torrente Toscolano, nella località Lignago. Essa indicava il vecchio confine esistente tra il Regno d'Italia e l'Impero d'Austria-Ungheria dal 1802 fino al termine della Grande Guerra, nel 1918. Questa lapide fu poi ricollocata con la costruzione dell'invaso artificiale nel 1962 nella posizione attuale, sempre in località Lignago, presso il terzo ponte del lago di Valvestino, detto della Giovanetti prende il nome dalla ditta che lo costruì, mentre a poca distanza da questa l'edificio della vecchia caserma della Patoàla della Regia Guardia di Finanza è oggi sommerso dalle acque della diga. Questo era stato costruito nel XIX° secolo, quando ancora il lago non c’era, serviva a controllare il transito delle merci attraverso il confine. Fu poi dismesso dopo la fine della guerra e delle ostilità, esattamente nel 1919.
Un casello di Dogana esisteva originariamente al Ponte Cola, già a partire dal 1859 a seguito della cessione da parte dell'Austria, sconfitta, della Lombardia al Regno d'Italia, precisamente sul Dosso di Vincerì, ove sorge l'attuale diga del lago di Valvestino. Infatti il 30 dicembre 1859 il re Vittorio Emanuele II istituì nelle provincie della Lombardia gli uffici di dogana a Gargnano, Salò, Limone del Garda, Anfo, Ponte Caffaro, Bagolino e Hano (Capovalle), quest'ultimo dipendente dalla sezione di Maderno e dall'Intendenza di Finanza di Brescia. Due mesi dopo, con la circolare del 20 febbraio 1860 n.1098-117 della Regia Prefettura delle Finanze inviata alle Intendenze di Finanza del Regno si emanavano le prime disposizioni a riguardo della vigilanza sulla linea di confine di Stato e prevedeva che: "Nella Provincia di Brescia e sotto la dipendenza di quell' Intendenza delle Finanze si stabilirà un'altra Sezione della Guardia di finanza che avrà il N. XIII ed il cui Comando risiederà a Salò, per la Dirigenza dei Commissariati di Salò e di Vestone, e inoltre di un Distretto di Capo indipendente a Tremosine incaricato della sorveglianza del territorio al disopra di Gargnano".
Nel 1870 era già attiva la sezione del Casello di Gargnano presso l'abitato di Hano, sul Dosso Comione, a controllo dell'accesso carrabile della Val Vestino verso Moerna e come ricevitore reggente di 8ª classe figurava Vincenzo Bertanzon Boscarini. Ma è nel 1874 con il riordino delle dogane che il casello fu spostato più a nord in località Patoàla e chiamato nei documenti ufficiali Casello di Gargnano con due sezioni di Dogana: una a Bocca di Paolone e l'altra a Hano, Capovalle, in località Comione. Secondo la legge doganale Italiana del 21 dicembre 1862,  i tre caselli essendo classificati di II ordine classe 4^, avevano facoltà di compiere operazioni di esportazione, circolazione e importazione limitata, e III classe per l'importanza delle operazioni eseguite, era previsto che al comando di ognuno vi fosse un sottufficiale, un brigadiere. I militari della Regia Guardia di Finanza dipendevano gerarchicamente dalla tenenza del Circolo di Salò per il Casello di Gargnano (Patoàla), la sezione di Bocca di Paolone e la caserma di monte Vesta, la sezione di Hano (Comione) dalla tenenza di Vesio di Tremosine, mentre le Dogane dalla sede della Direzione di Verona.

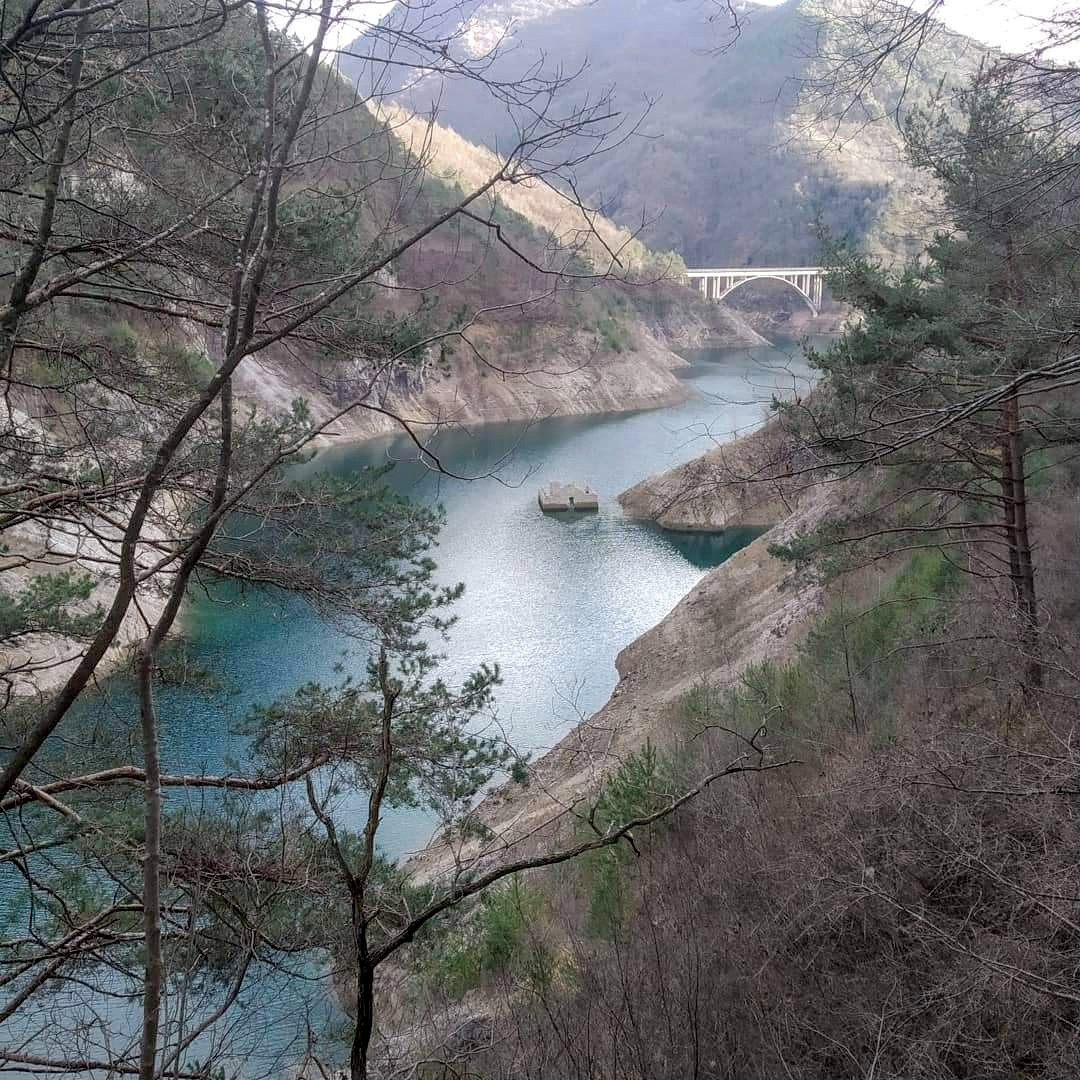
L'Ex regia dogana italiana di Gargnano della Regia Guardia di Finanza alla Patoàla, oltre il ponte sul Rio Costa

La caserma sul monte Vesta e quella di Bocca Paolone furono costruite nel 1882, quest'ultima fu ampliata nel 1902 ed era considerata una sezione della Dogana, come quella di Hano a Comione i cui lavori di rifacimento terminarono nel 1896, in quanto collocata in un luogo distante dalla linea doganale, classificato come un posto di osservazione per vigilare ed accettare l'entrata e l'uscita delle merci. Le casermette dette demaniali di monte Vesta con quelle di Coccaveglie a Treviso Bresciano e più a sud del Passo dello Spino a Toscolano Maderno e della Costa di Gargnano completavano la cinturazione della Val Vestino con lo scopo principale del controllo dei traffici e dei pedoni sui passi montani. Le merci non potevano attraversare di notte la linea doganale,  ossia mezz'ora prima del sorgere del sole e mezz'ora dopo il tramonto dello stesso. Era previsto dalle disposizioni legislative che la "Via doganale" fosse "la strada che dalla valle Vestino mette nel regno costeggiando a diritta il fiume Toscolano: rasenta quindi la cascina Rosane e discende al fiume Her, ove si dirama in due tronchi, uno dei quali costeggiando sempre il detto fiume conduce a Maderno e l'altro per la via dei monti discende a Gargnano". Le pene per il contrabbando erano alquanto severe, prevedendo oltre all'arresto nei casi più gravi, la confisca delle merci o il pagamento di un valore corrispondente, la perdita degli animali da soma o da traino, dei mezzi di trasporto sopra cui le merci fossero state scoperte. Temperava, però, tale eccessivo rigore, il sistema delle transazioni, grazie alle quali era possibile concordare l'entità della sanzione applicabile, anche con cospicue riduzioni della pena edittale.
A seguito del trattato commerciale tra il Regno e l'Austria Ungheria del 1878 e del 1887 furono consentite particolari agevolezze ad alcuni prodotti pastorali importati dalla Val Vestino qualora fossero accompagnati dal certificato d'origine. Era previsto che la Dogana di Casello della Patoàla nel comune di Gargnano,  della sezione di Casello di Bocca di Paolone a Tignale o della sezione di Casello di Comione a Capovalle  dovessero ammettere, come una riduzione del 50 per cento sul dazio: 25 quintali di formaggio, 65 di burro e 30 di carne fresca.
Nel 1892 le esenzioni fiscali fin lì praticate non furono bene accolte da alcuni politici del parlamento del Regno, che sottolinearono negli atti parlamentari: "Né vogliamo passare sotto silenzio i pensieri che hanno destato in noi le nuove clausole per la magnesia della Valle di Ledro e i prodotti pastorali di Val Vestino. Con queste clausole si aumenta, a favore dell'Austria, il numero, già abbastanza ragguardevole, delle eccezioni, mediante le quali le due parti contraenti accordano favori ristretti ai prodotti di determinate provincie. Vivi e non sempre ingiusti sono i reclami sollevati in varie parti del Regno da questa parzialità di trattamento e sarebbe stato desiderabile che, come fu fatto nel 1878 rispetto ai vini comuni, si tentasse di estendere i patti dei quali si discorre a tutte le provincie. Non dubitiamo che il Governo italiano si sia adoperato a tal fine con intelligente sollecitudine, ma dobbiamo rammaricarci che non ha ottenuto l'intento". Nello stesso anno, l'Intendenza di Finanza di Brescia rendeva noto che con decreto regio del 25 settembre, la sezione di Hano della Dogana di Gargnano veniva elevata a Dogana di II ordine e III classe.
Nel 1894 l'importazione consisteva in: "Carne fresca della Valle di Vestino importata per la Dogana di Casello, totale 196 q. Burro fresco della Valle Vestino importato per la Dogana di Casello, totale 2.048 q. Formaggio della Valle Vestino importato per la Dogana di Casello, totale 63.773 q.".
Nel 1897 l'Annuario Genovese chiariva le nuove disposizioni riguardanti la fiscalità dei prodotti importati: "Per effetto del trattato con l'Austria-Ungheria, il burro di Valle Vestino, importato per la dogana di Casello con certificati di origine, rilasciati dalle autorità competenti, è ammesso al dazio di lire 6.25 il quintale se fresco, ed al dazio di lire 8,75 il quintale, se salato, fino alla concorrenza di 65 quintali per ogni anno.
Per effetto del trattato con l'Austria-Ungheria, il brindsa, specie di formaggio di pecora o di capra, di pasta poco consistente, e ammesso al dazio di lire 3 il quintale, fino alla concorrenza di 800 quintali al massimo per ogni anno, a condizione che l'origine di questo prodotto dell'Austria-Ungheria sia provata con certificati rilasciati dalle autorità competenti.
Per effetto dello stesso trattato, il formaggio (escluso il brindza) della Valle Vestino, importato per la dogana di Casello con certificati di origine rilasciati dalle autorità competenti, e ammesso al dazio di lire 5.50 il quintale fino alla concorrenza di 25 quintali per ogni anno".
Nel 1909 la Direzione delle Dogane e imposte indirette del Regno precisava che i Caselli doganali della Val Vestino erano due, quello della Patoàla e l'altro quello del Dosso Comione a Capovalle e la via doganale era: "La strada mulattiera, che dalla Val Vestino mette nel Regno per il ponte Her, ove si dirama in due tronchi che mettono l'uno al Casello, Maderno a Gargnano, e l'altro, seguendo le falde del monte Stino, ad Hano ed Idro, costituisce la via doganale di terra poi transito delle merci in entrata e uscita.
Autorizzata all'attestazione dell'uscita in transito delle derrate coloniali, del petrolio ed altri generi di consumo, compreso il sale, trasportati per la dogana di Riva di Trento e destinati ai bisogni degli abitanti in Val Vestino".
Tra i vari avvicendamenti di servizio presso il Casello Doganale si ricorda nel 1911 quello del brigadiere scelto Aiuto Stefano assegnato, a domanda, alla reggenza della Dogana di Stromboli che venne sostituito, a domanda, dal brigadiere Aurelio Calva della Dogana di Luino.

### La scomparsa dei nuclei abitativi di Ponte Cola, Cà dell'Era, Rosane e Fassane. La Valle di Vesta

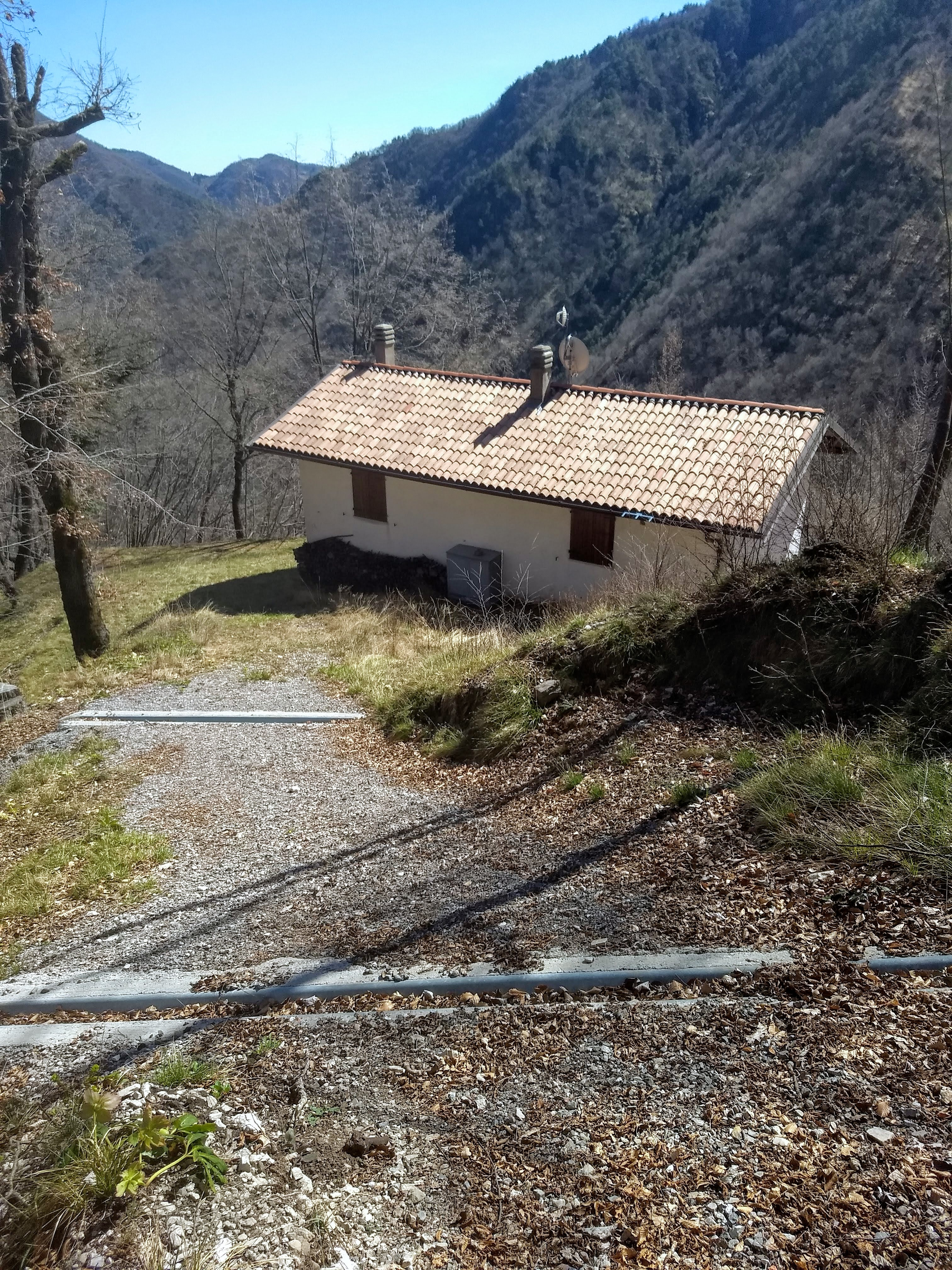
La cascina ERSAF di Fassane

L'entrata in funzione del bacino idrico nel 1962 sommerse, isolò e portò alla scomparsa gli antichi nuclei abitativi di Ponte Cola, Cà dell'Era e delle cascine di Rosane e Fassane. Qui ci si dedicava a attività tradizionali legate all'agricoltura, selvicoltura e all'allevamento del bestiame come il taglio del legname, la pastorizia, la coltivazione degli orti, la caccia, la produzione del carbone vegetale, l'apicoltura e nei mesi estivi all'alpeggio delle maghe di Vesta. Sul colle di Cà dell'Era vi era pure una chiesetta campestre dedicata al culto di San Giovanni e vi abitarono le famiglie Pace, Salvadori, Pasqua, Soccini. Bontempi, Maggi e l'ultima che vi risiedette fu quella di Bortolo Andreoli "Bortulì". La cascina di Rosane e le due di Fassane site più a nord su un pendio a 521 mt. e 806 mt. sulla sponda occidentale del lago e prive di comunicazione stabile con il villaggio di Bollone, sono abbandonate e l'edificio della prima è in rovina. Esse erano utilizzate dai pastori della Costa, temporaneamente, dai mesi estivi fino all'autunno e fino al secolo Novecento sorgevano a ridosso dell'ex confine di stato austriaco e dell'ex casello di Dogana della Regia Guardia di Finanza della Patoàla, un tempo questo edificio era invece la fucina della Patoàla, fabbrica di ferri da taglio, utensili domestici e attrezzi per gli usi agricoli mentre sul rio Fassane sorgeva un mulino ad acqua. Sul fondo valle, il nucleo di Ponte Cola, con i suoi ponticelli in pietra, la recente strada carrareccia, qualche magazzino del carbone e del fieno, i suoi orticelli, rappresentava il punto di incrocio dei traffici che si sviluppavano tra il lago di Garda, Gargnano e Toscolano Maderno, con la Val Vestino e i comuni della Val Sabbia di Capovalle e Treviso Bresciano,  la sua ultima famiglia fu quella di Giovanni Bontempi detto "Gianni dall'Era" originario di Navazzo. A Ponte Cola in antico vi sorgeva una fucina e prima della costruzione della carrozzabile del 1934, Gargnano-Magasa, comunicava con una mulattiera colle ferriere delle Camerate di Toscolano dove traduceva tutto il carbone vegetale e la legna prodotti sulle montagne e sempre da questo luogo i traffici raggiungevano, tramite Gaino,  il porto di Toscolano per lo scambio di prodotti e il rifornimento alimentare.  La soprastante Valle di Vesta, collaterale al Lago di Valvestino, si estende per 1.525 ettari nella quasi sua totalità nel comune di Gargnano, ed è, dal 1998, un'area wilderness, ossia a conservazione protetta e integrale, di proprietà dell'Azienda Regionale delle Foreste (oggi ERSAF) della Regione Lombardia. L'area, non antropizzata, è ricca floristicamente caratterizzata dalla presenza di diverse rarità ed endemismi come il Giglio dorato (Hemerocallis lilio-asphodelus), la Scabiosa vestina, l'Athamantha vestina e l'Euphrasia vestinensis. La fauna che popola la Valle di Vesta è rappresentata dalla presenza del cervo, del capriolo, del camoscio, del gallo cedrone ed il gallo forcello. Tra la fauna invertebrata, invece, è interessante la presenza di un piccolo coleottero troglobio, il Boldoria vestae, endemico delle Val Vestino e della Valle Sabbia che fu classificato per la prima volta nel 1936 dall'entomologo Gian Maria Ghidini. Nel corso della prima guerra mondiale, la Valle di Vesta fu fortificata da reparti del genio militare del Regio esercito italiano con la costruzione di una linea di sbarramento arretrata composta da postazioni protette di artiglieria, strade e trincee qualora il fronte delle Giudicarie e quello secondario della Val Vestino fosse stato infranto dall'avanzata dell'esercito austriaco. Fino al 1960 circa il legname della foresta della Valle fu usato per la produzione di carbone vegetale.

### Il fondo agricolo valvestinese di Legnach e la sua cessione per un errore tecnico al Regno d'Italia e al comune di Gargnano. Il sito storico e la foresta demaniale

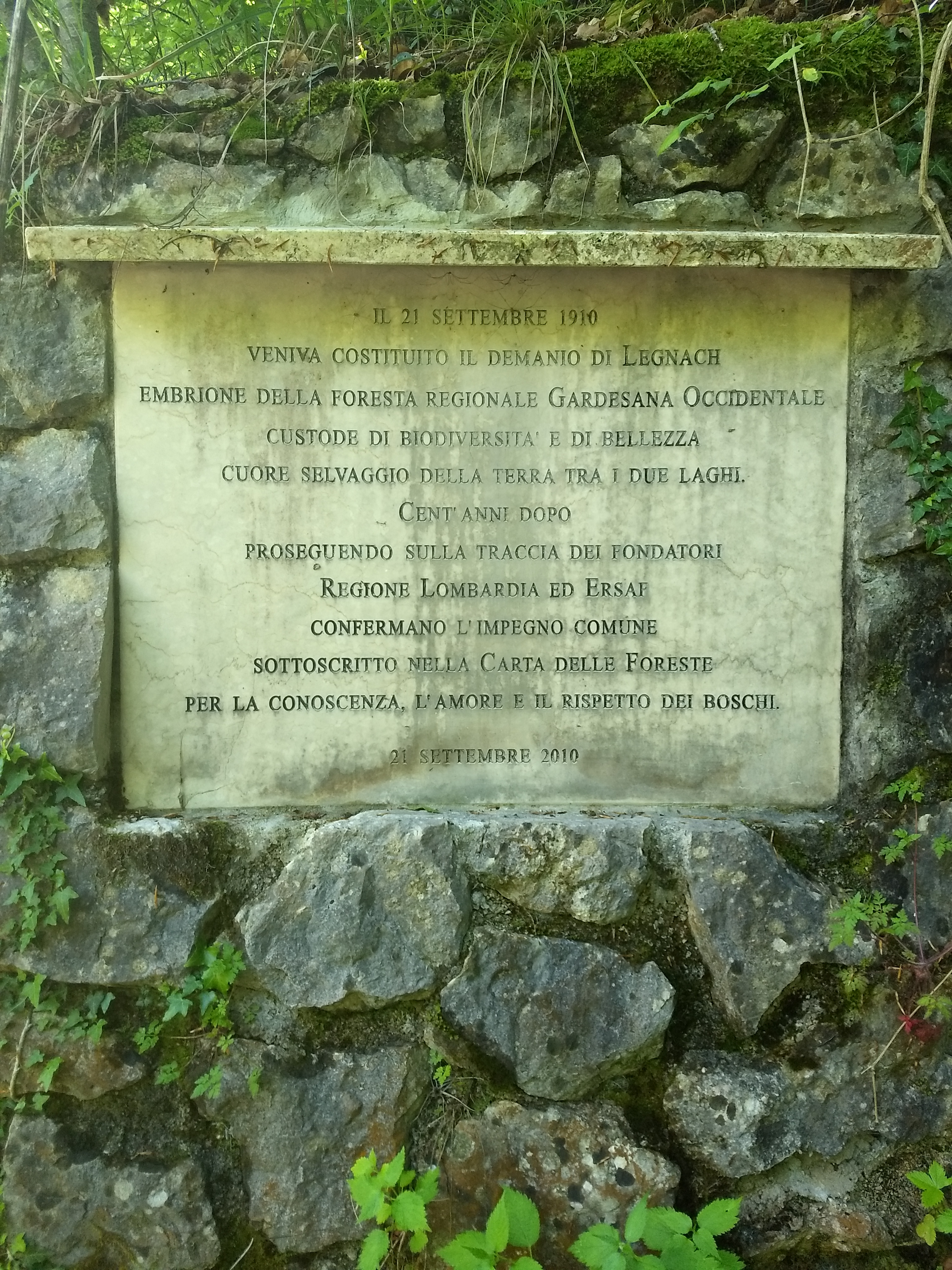
Lignago, lapide a ricordo del centenario della creazione della Foresta Demaniale

Il fondo di Legnach o Lignach, italianizzato in Lignago,  sito su un pianoro nel versante nord del monte Pràa alla confluenza dei torrenti Droanello e Toscolano, appartenente al comune di Gargnano, è un sito storico e naturale. Secondo gli storici il nome Legnach deriverebbe dalla parola latina "lignum" o da “ligna” che indica la legna,  o precisamente dalla parola latina "legnagium" che significa diritto di tagliare la legna che effettivamente era fornita in gran quantità dai boschi del versante nord del monte Pràa. Il luogo da tempi immemorabili appartenne amministrativamente alle comunità della Val Vestino, precisamente a quella di Turano infatti le due cascine erano di proprietà di altrettante famiglie. Anche la revisione dei confini fra l'Impero d'Austria e la Repubblica di Venezia stipulata nel 1752 con il Trattato di Rovereto, riconfermò quelle terre di dominio austriaco anche se il tracciato dei confini sembra escludere il territorio di Lignago con la sua foresta. Difatti nella sentenza esecutoriale si legge che il cippo in pietra N.33 N.O. fu collocato "sopra la strada che và a Gargnano nel pendio del suddetto monte Pinel" e il cippo "intermedio letto O.P. sulla riva sinistra del fiume maggiore o Droanello dirimpetto sl termine principale....quindi il confine territoriale si unisce al sopraddetto fiume Droanello e và contro del medesimo seguitando però sempre il suo alveo, il quale resta comune insieme coll'acqua ad ambo i territori sino al N.30 dove il così detto fiumetto si ricongiunge con il torrente Cadria". Nell'"Atlas Tyrolensis" del cartografo tirolese Peter Anich, stampato a Vienna nel 1774 la zona viene menzionata come Monte Lignago e compresa nel territorio della Repubblica di Venezia. Il tracciato del confine venne verificato nuovamente nel 1867 da una commissione militare presieduta da Carlo Felice Nicolis, conte di Robilant per l'Italia e dal maggior generale Julius Manger di Hirchsberg per l'Austria-Ungheria che portò, tra il 1882 e il 1892, ad una revisione confinaria nella piana d'Oneda a Storo sul lago d'Idro e in altri punti di confine,  e fu proprio a causa di una erronea trascrizione delle nuove mappature del confine di stato in Val Vestino che il fondo di Lignano fu assegnato al comune di Gargnano e al Regno d'Italia.

In questo luogo terminò la carriera criminale del bandito Eliseo Baruffaldi di Turano l'11 novembre del 1606 quando fu ucciso da alcuni cacciatori di taglie, Orazio Balino, Giovan Battista Duse e Agostino de Andreis detto Giacomazzo, tre pericolosi banditi di Desenzano del Garda, Giuseppe Ton, altro sicario della Riviera di Salò, e da alcuni nemici del Beatrice di Toscolano, Gargnano e Tignale che conoscevano molto bene i luoghi ove si nascondevano, che il provveditore generale in Terraferma di Verona, Benedetto Moro, in tutta segretezza, aveva inviato sulle loro tracce fornendoli di salvacondotto, armi e denari. Baruffaldi assieme al bandito Giovan Pietro Sette detto Pellizzaro vennero sorpresi in un agguato notturno teso al Covolo del Martelletto, nel territorio di Droane, venerdì 10 novembre alle ore 2 in compagnia di Giacomino Sette, altro bandito di Maderno. Il Pellizzaro fu subito ucciso a colpi di archibugio mentre Eliseo e Giacomino, quest'ultimo ferito, riuscirono invece a fuggire seppure braccati da decine di persone. 

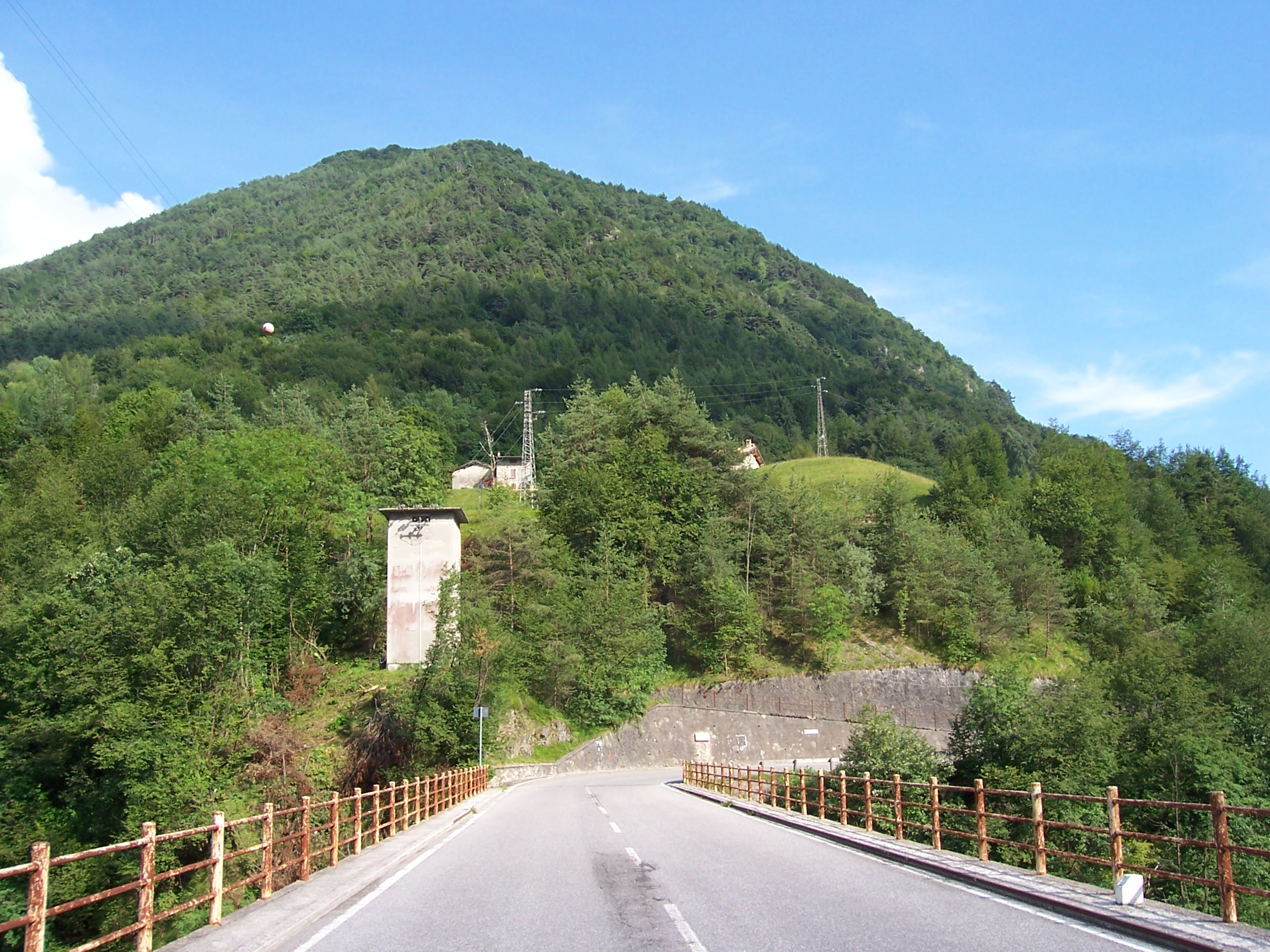
La località di Lignago ai piedi del monte Pràa, il luogo ove fu catturato e ucciso Eliseo Baruffaldi vista dal Ponte Giovanetti.

 Il giorno successivo, sabato 11 novembre, alle ore 22, Eliseo Baruffaldi non riuscì a rompere l'accerchiamento dei suoi inseguitori in quanto ogni via di fuga attraverso i passi che conducevano alla riviera del Garda e alla Val Vestino era preclusa, fu catturato a pochi chilometri di distanza nei pressi dei cascinali di Lignago. Dopo essere stato confessato dal parroco della Costa, fu ucciso sul posto da Orazio Balino e Giovan Battista Duse con tre colpi di archibugio sparati a distanza ravvicinata, uno al torace che lo trapassò da parte a parte e due alla schiena, mentre Giacomino riuscì a dileguarsi fra i monti e a salvarsi. Decapitati in presenza di numerosi testimoni, le loro teste vennero portate ed esposte sugli scalini della colonna di San Marco nella piazza di Salò per il rituale riconoscimento di legge.
Il bosco posto alle spalle della cascina di Legnach, fino alla sommità del Monte Prà, è stato il primo nucleo della "Foresta Regionale Gardesana Occidentale", la più estesa della Lombardia. Le sue origini risalgono al 1910, quando lo Stato Italiano entrò in possesso della piccola foresta requisendola, per insolvenza d'imposta, al suo proprietario, tale Corsetti abitante in Valvestino e quindi oltre il confine tra Italia e Austria-Ungheria, che allora era posto lungo il corso del torrente Droanello.
Il bosco aveva una superficie di circa 56 ettari, posti interamente in comune di Gargnano. Ora una parte di quella originaria foresta è stata sommersa da un "fiordo" del lago di Valvestino, ed il confine è posto lungo la strada del Droanello. A quel tempo la foresta demaniale era costituita da boschi molto poveri e ampie superfici nude. Le specie prevalenti erano faggio, il frassino maggiore, il carpino nero, il frassino orniello, il carpino blanco, l'acero, oltre ad un gruppo esteso di rovere. Dalle descrizioni risulta anche presente ed in espansione il pino silvestre.  La foresta di Legnach venne ripetutamente tagliata, cosi come i boschi circostanti, seppur con una maggiore attenzione al numero e alla qualità delle matricine (riserve) da rilasciare. Nel bosco sono ancora ben evidenti le numerose aie carbonili. Il carbone veniva trasportato a dorso di mulo lungo la mulattiera Traplina Casali per circa sei chilometri, fino a raggiungere la strada della Costa (conclusa dal Genio Militare durante la Grande Guerra) per mezzo della quale, caricato su carri, raggiungeva la piazza di Gargnano. A partire dal 1911 la foresta di Legnach fu gestita dalla Azienda Statale del Demanio Forestale dello Stato (ASDFS), diventata poi Azienda delle Foreste Demaniall (AFD) e, infine, Azienda di Stato delle Foreste Demaniali (ASFD). La gestione era affidata all'Ufficio Amministrazione di Verona dell'ASFD, dal quale dipendevano anche le altre due foreste storiche bresciane di Legnoli in val Camonica e di Anfo a ovest del lago d'Idro.
L'ASFD realizzó numerosi interventi di valorizzazione della foresta di Legnach, consistenti in tagli colturali, ripuliture, rinfoltimenti con conifere e veri e propri rimboschimenti delle aree aperte. Tra le specie più utilizzate il larice, ancora ben evidente con numerosi esemplari. Vennero inoltre sistemati i sentieri e realizzati nuovi e comode strade di servizio. Purtroppo l'area fu ripetutamente soggetta a incendi boschivi, frequenti nell'entroterra gardesano, cosi che l'evoluzione della vegetazione è stata molto lenta e la struttura è ben lontana da quei caratteri di monumentalità che ci si attenderebbe da una foresta storica. Negli anni Cinquanta del Novecento, PASFD avviò una intensa attività di acquisizione di nuove aree da includere nelle foreste demaniali. Fu la presenza del nucleo di Legnach a far ricadere sull'Alto Garda la scelta di costituire una estesa foresta pubblica. Una prima mappa della Foresta di Legnach compare in un documento del 1933 dell'Azienda State delle Foreste Demaniali.
La maggior parte degli acquisti (circa 7.000 ettari) avvenne nel decennio 1960-70. Altri 3.000 ettari vennero acquisiti negli anni Settanta. In quegli stessi anni tuttavia vennero istituite le Regioni a statuto ordinario, e questo ingente patrimonio passò in proprietà alla Regione Lombardia. Tra le venti foreste regionali ora la Gardesana Occidentale è la più vasta e da sola ha una superficie pari all'incirca a quella di tutte le altre 19 messe insieme. La gestione della foresta Gardesana Occidentale, e quindi anche del primo nucleo storico di Legnach, è ora affidata all'ERSAF (evoluzione dell'Azienda Regionale delle Foreste attiva fra il 1980 e il 2002). L'Ente provvede alla manutenzione e alla valorizzazione della foresta attraverso interventi effettuati in amministrazione diretta con personale forestale assunto nell'entroterra gardesano. Molte attività vengono realizzate in collaborazione con il Parco Regionale dell'Alto Garda Bresciano, del quale la Foresta Gardesana Occidentale costituisce il nucleo naturalisticamente più pregiato.

## Architetture civili

### La Diga di Ponte Cola
I lavori per la costruzione della diga di Ponte Cola iniziarono nel 1959, la diga fu inaugurata il 26 giugno 1962 dopo tre anni di cantiere e l'invaso completato nell'inverno del 1963. L'opera fu progettata e realizzata dalla Società Elettrica Selt Valdarno; può contenere 52 milioni di metri cubi di acqua e ha una lunghezza al coronamento di 283 m. Gli inerti per il confezionamento del calcestruzzo furono prelevati da una cava posta 4 km a monte della diga in località Molino di Bollone mentre l'impianto di betonaggio venne realizzato in prossimità della diga in sponda destra. Il calcestruzzo veniva posato in opera mediante due blondin e una gru a derrick con sbraccio di 60 m.
La diga venne trasferita all'ENEL nel marzo del 1963 che è ancora l'attuale gestore. L'opera fu progettata degli ingegneri Franco Gulì e Giancarlo Ferratini e i lavori di costruzione furono eseguiti dall'impresa CO.GE.FAR, Costruzioni generali Farsura, di Sesto San Giovanni di Milano.
Il lago alimenta la centrale elettrica di San Giacomo nel comune di Gargnano. La potenza della centrale di pompaggio è di 137 megawatt, la produzione media annua è di 80 GWh che corrisponde al consumo medio di energia di circa 30.000 abitazioni.
La diga di Ponte Cola prende il nome dalla località sulla quale fu edificata. Nel corso della prima guerra del Golfo del 1990-1991, ritenuta un obiettivo sensibile ad atti terroristici, fu particolarmente vigilata anche con l'installazione di sensori elettronici anti intrusione.

### I tre ponti a arco di tipo Maillart

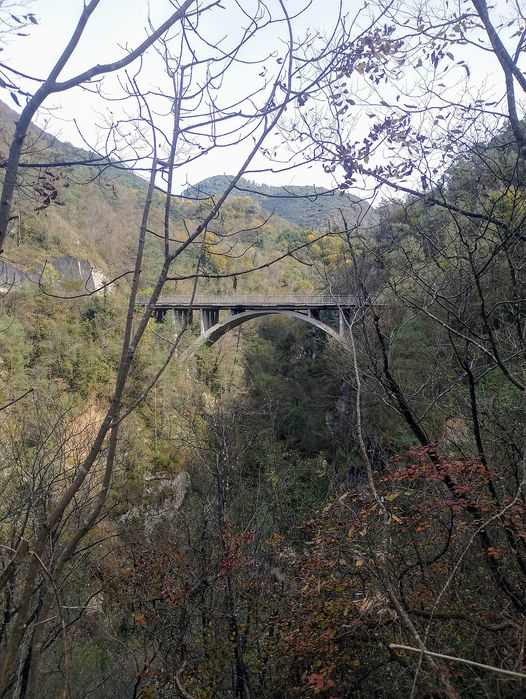
Il ponte di tipo maillart di Vincerì o Ponte Vitti

Il ponte a arco sottile e impalcato irrigidente in calcestruzzo armato fu un'invenzione dell'ingegnere svizzero Robert Maillart nei primi anni del Novecento e copiata dagli ingegneri italiani dal 1947, il primo ponte fu edificato proprio sul Rio Costa e il secondo sul fiume Nera, fino agli anni Sessanta. L'opera valorizzava la "modernità della forma rispetto a soluzioni d'altri tempi e d'altri sistemi". Questo tipo di soluzione ingegneristica ad arco fu abbandonata in Italia nel 1964 con l'entrata in vigore della nuova normativa antisismica che ritenne la forma spingente a forte rischio in un territorio sismico come quello nazionale e troppo impattante dal punto di vista paesaggistico.
In Italia furono costruiti dieci ponti di questo tipo e ben tre di questi nella Valle del Toscolano, lungo il percorso della strada provinciale n.9 che collega Gargnano con Magasa, tutti nel tratto comprendente il lago di Valvestino. Due sono siti nel comune di Gargnano e il terzo si divide tra il territorio dello stesso e il comune di Valvestino.
I tre ponti a arco di tipo Maillart che scavalcano il lago artificiale della Val Vestino o la sua pertinenza prendono il nome dalle imprese appaltatrici che li costruirono negli anni sessanta del Novecento, così salendo da Navazzo percorrendo la strada provinciale numero 9 s'incontra in successione il ponte Vitti sul rio Vincerì, in prossimità della Diga di Ponte Cola, il ponte della Recchi o Ponte sul Rio Costa, da dove si può notare la vecchia Dogana sommersa, e infine il ponte della Giovanetti o del Rio Droanello, progettato dall'ingegnere Riccardo Morandi ove è collocata l'epigrafe del vecchio confine politico esistente tra il Regno di Italia e l'impero d'Austria Ungheria. 
Il ponte sul Rio Costa, il maggiore dei tre per dimensioni, fu progettato dagli ingegneri Alfredo Passaro e Vittorio Giuliana, la sua costruzione ebbe inizio nel 1959 e terminò nel 1962. L'opera consiste in un ponte di tipo Maillart, a volta sottile, setto, a arco in calcestruzzo armato. Per tipologia e tecnica fu il primo a essere realizzato in Italia; solo un anno più tardi se ne costruì uno simile, lungo l'autostrada del Sole.
"Il manufatto realizzato è costituito da una struttura centrale a volta sottile e travata superiore irrigidente, di luce m 100,00, collegata alle sponde a mezzo di due viadotti d'accesso, a travata continua su due campate uguali di luce m 21,25 e m 18,50 rispettivamente in riva sinistra ed in riva destra. La volta sottile centrale, di luce m 100,00 come già detto, ha una freccia di m 26,50 ed uno spessore variabile da m 0,90 alle imposte a m 0,60 nella sezione in chiave. La travata irrigidente e le travi dei viadotti di accesso hanno un'altezza costante di m 2,70. La travata di irrigidimento è collegata alla volta sottile a mezzo di setti disposti ad interasse di m 11,111; tali setti, per ragioni che saranno esposte in seguito, hanno una rigidezza flessionale, in senso longitudinale al manufatto, assai ridotta ed i setti verso la chiave della volta sono stati realizzati come dei veri e proprio pendoli di appoggio della travata irrigidente". 
L'ingegnere Sebastiano Vaschetto di Torino che seguì i lavori del cantiere riportò: "Non è l'arco massiccio e pesante che sopporta l'impalcato ma è l'impalcato che irrigidisce un arco esile e sottile con una mutua articolazione nel sopportare e ridistribuire le sollecitazioni. Con me, lassù al ponte, lavoravano un capo cantiere, un ragioniere ed una cinquantina di operai e carpentieri, tutti della Valvestino e quasi tutti abituati a lavorare stagionalmente in Svizzera. Lavoratori meravigliosi, assieme abbiamo operato, trepidato, superato notevoli difficoltà, lavorando anche di notte in quel gelido inverno del '59 ed alla fine di marzo del '60, abbiamo consegnato il ponte alla Selt-Valdarno. Il ricordo di quei cinquanta montanari che per nove mesi, con me, formarono una sola famiglia, mi è tuttora vivo e li considero ancora i migliori collaboratori che ho avuto in tutta la mia vita".

### L'opera di presa del torrente san Michele e lo scarico nella valle del Droanello

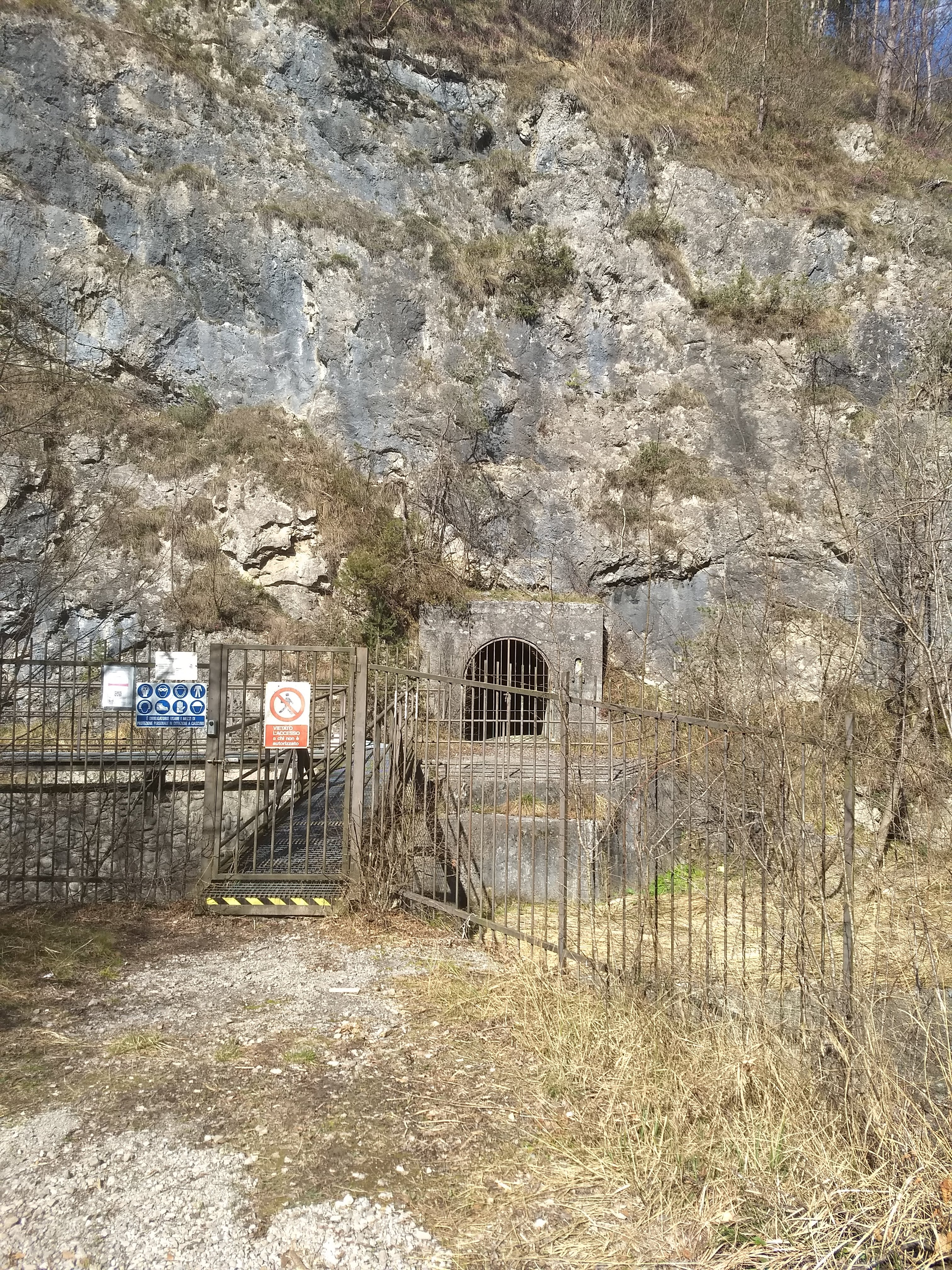
L'opera di scarico del torrente San Michele nella Valle del Droanello

Alle pendici del monte Martelletto all'interno della Valle del Droanello giungono le acque provenienti dall'opera di presa artificiale sul torrente San Michele, nell'omonima valle in comune di Tremosine: l'opera sorge alla confluenza del corso d'acqua che percorre la Valle Negri ni nella Valle di San Michele. Le acque captate da tale sbarramento vengono convogliate, tramite una galleria a pelo libero della lunghezza di circa 9 km, nell'alveo del torrente Droanello, affluente del lago di Valvestino. La capacità di tale, invaso artificiale e pari a 52 milioni di metri cubi: la diga,
di Ponte Cola che lo origina è alta 124 metri e presenta uno sviluppo al coronamento di 283 metri. Le acque racchiuse all'interno dello sbarramento vengono utilizzate per alimentare la centrale di produzione e di pompaggio di Gargnano, sulla sponda occidentale del lago di Garda, centrale, realizzata in caverna, ha una forza efficiente di 137,2 MW, la sua producibilità consiste nel fabbisogno di circa 29.500 famiglie.

## Natura

### L'area wilderness della Valle di Vesta

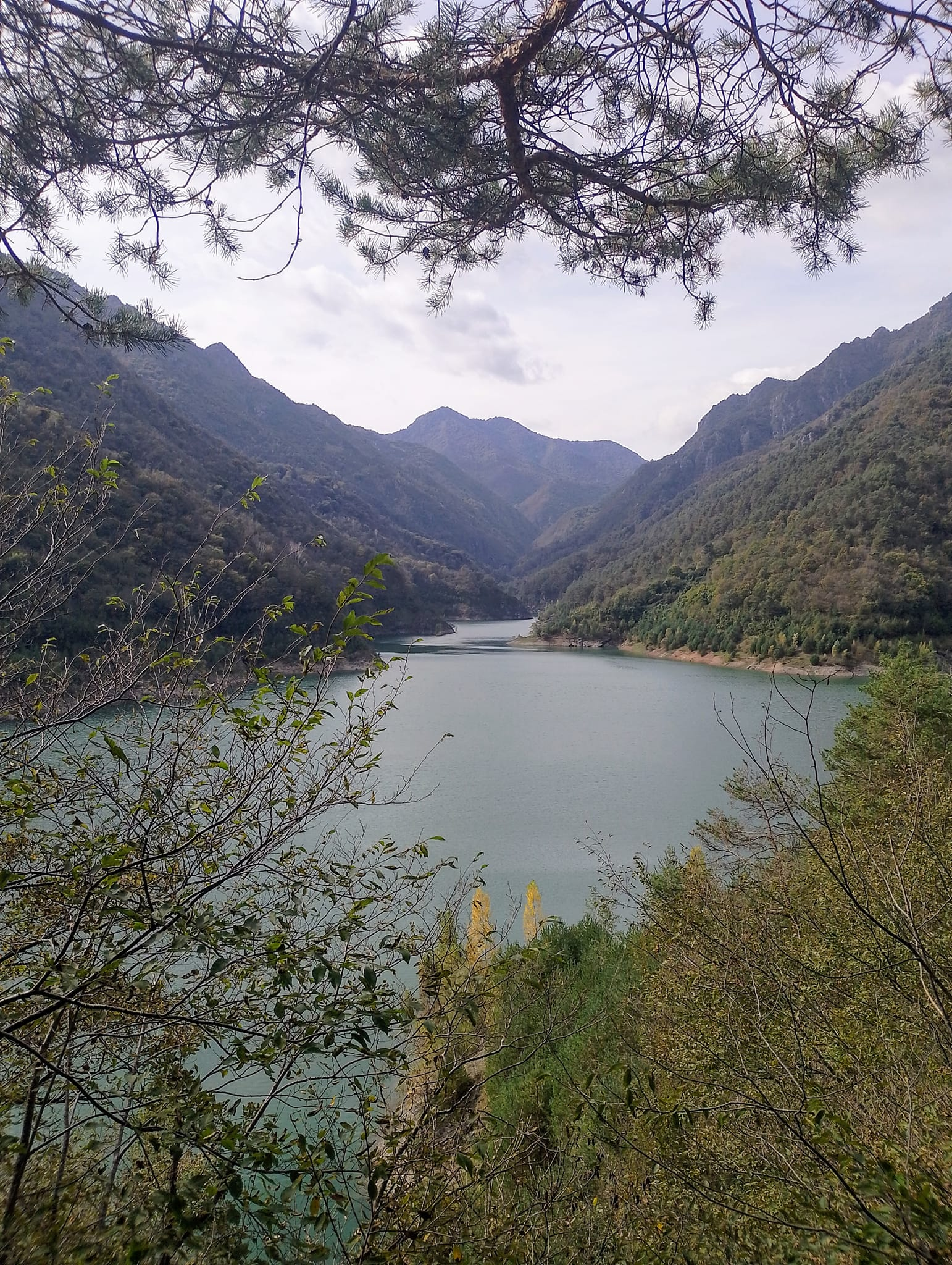
Sullo sfondo la Valle di Vesta e il monte Zingla

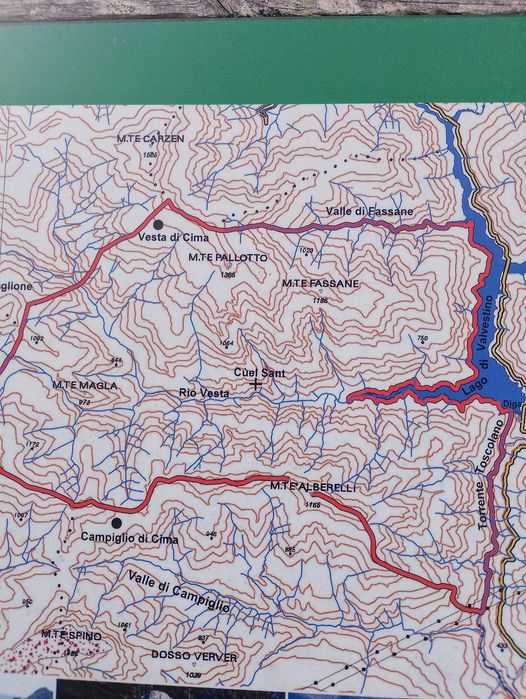
Mappa dell'area wilderness della Valle di Vesta

L'area wilderness occupa una superficie di 1525 ettari all'interno della Foresta di Lombardia "Gardesana Occidentale" e del Parco Alto Garda Bresciano, dalla quota minima di 503 m s.l.m. (lago artificiale) a quella massima di 1496 m (Monte Zingla).
Le tracce di sentiero che si inoltrano nella valle e quelle che percorrono le creste sono praticabili unicamente a piedi, e per le loro caratteristiche richiedono adeguata esperienza escursionistica e capacità di orientamento. Gli accessi principali avvengono con partenza da Campiglio di Cima, dal Dosso Corpaglione, da Molino di Bollone e da Vesta di Cima. Punti panoramici di interesse sono il Monte Zingla, il Monte Pallotto e il Monte Alberelli.
Il concetto di "wilderness": si definisce "wilderness" uno spazio autenticamente selvaggio, privo di strade e costruzioni.
È un concetto di conservazione di origine americana, attraverso il quale si intendono salvaguardare le porzioni residue di territori non antropizzati del mondo. I suoi ideatori furono alcuni uomini di scienza tra i quali Henry David Thoreau, John Muir, Aldo Leopold e Robert Marshall. In Italia questo concetto è stato introdotto dall'Associazione Italiana per la Wilderness. Thoreau, autore del celebre libro "Walden, ovvero Vita nei boschi", scrisse: "Nello stesso tempo che sinceramente desideriamo conoscere ed esplorare ogni cosa, noi chiediamo che queste siano misteriose e inesplorabili, che terra e mare siano infinitamente selvaggi, non sorvegliati né sondati da noi perché impenetrabili. Non possiamo mai avere abbastanza della natura...". La val di Vesta propone contesti di una natura autentica e severa e, per la morfologia e le caratteristiche del paesaggio, favorisce l'esperienza del concetto originario di wilderness: "La natura selvaggia è sia una condizione geografica sia uno stato d'animo". Caratteristiche dell'area: si tratta di una tra le valli prealpine più selvagge. E' percorsa da un torrente che si immette nel lago artificiale di Valvestino, gestito dall'ENEL, del quale forma un suggestivo fiordo della lunghezza di circa un chilometro e mezzo. La costruzione della diga, avvenuta nel 1962, ha determinato l'isolamento della zona. I versanti della valle sono coperti da formazioni forestali che si evolvono liberamente, e che accolgono tutte le principali specie della fascia prealpina. Particolarmente ricca è anche la componente floristica, nella quale sono comprese specie endemiche quali Scabiosa vestina, Athamantha vestina, Euphrasia vestinensis, Telekia speciosissima, Hemerocallis lilio-asphodelus. Tra gli animali presenti si citano il gambero d'acqua dolce, l'ululone dal ventre giallo, l'aquila reale, il gallo forcello, il gallo cedrone, il camoscio, il cervo e il capriolo. All'interno del Cuel Sant, il più celebre tra gli antri rocciosi della valle, è stato scoperto un piccolo coleottero endemico chiamato Boldoria vestae. Si tratta dell'unica zona in Lombardia ufficialmente riconosciuta in possesso dei requisiti di area wilderness, e anche la prima designata all'interno di un parco naturale.

## Galleria d'immagini

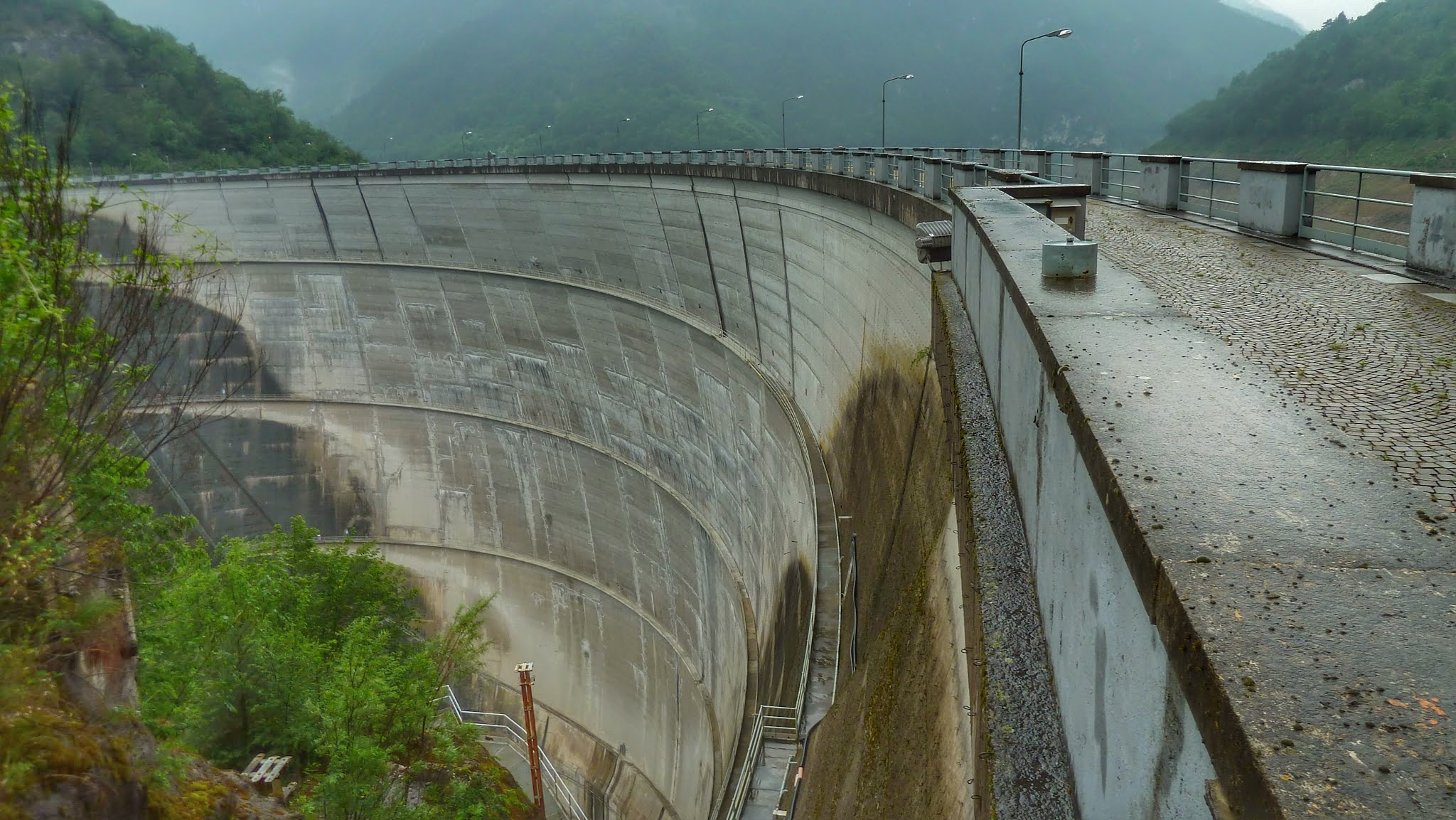
Diga di Ponte Cola
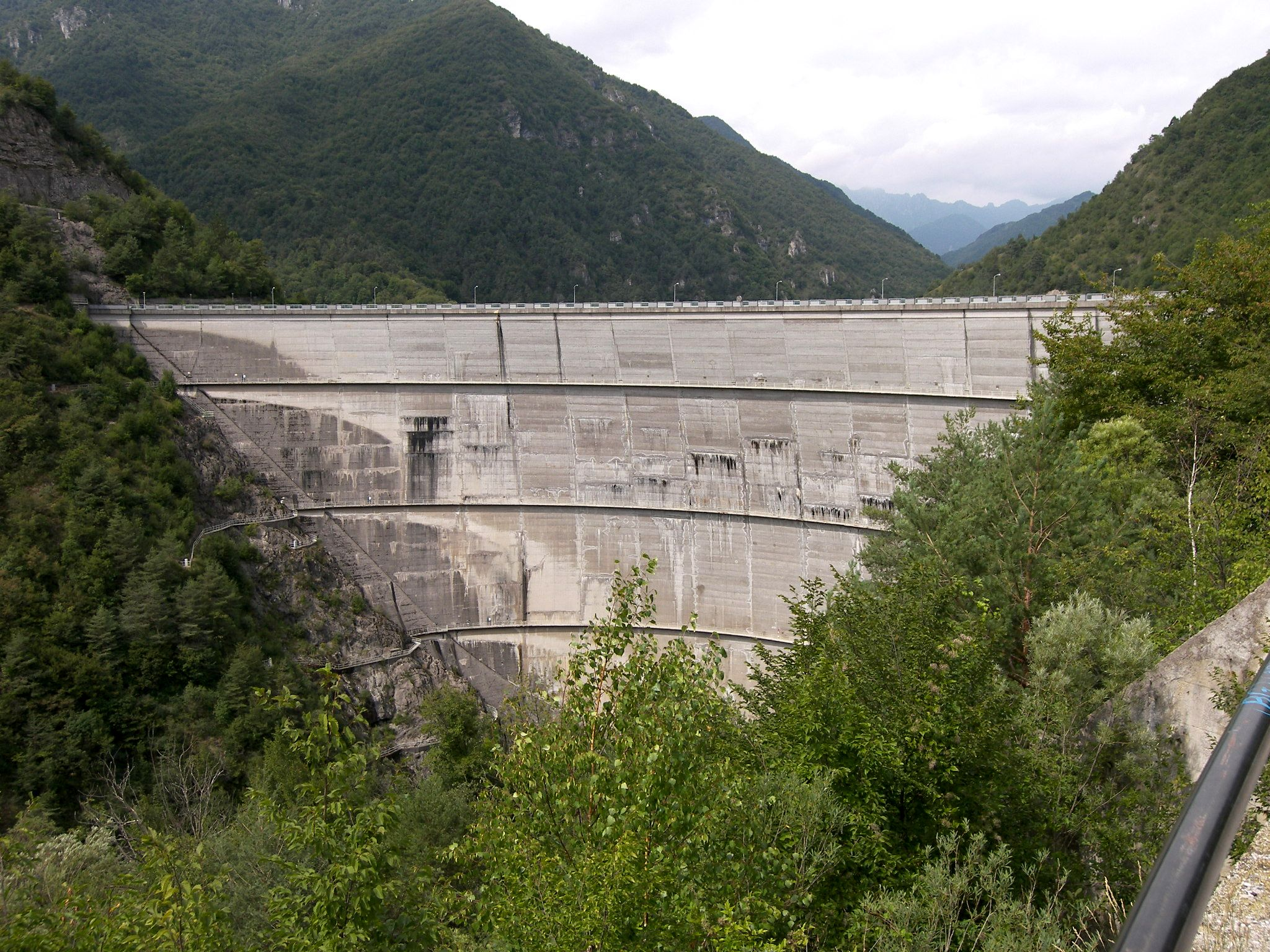
La diga di Ponte Cola del lago vista dal lato esterno
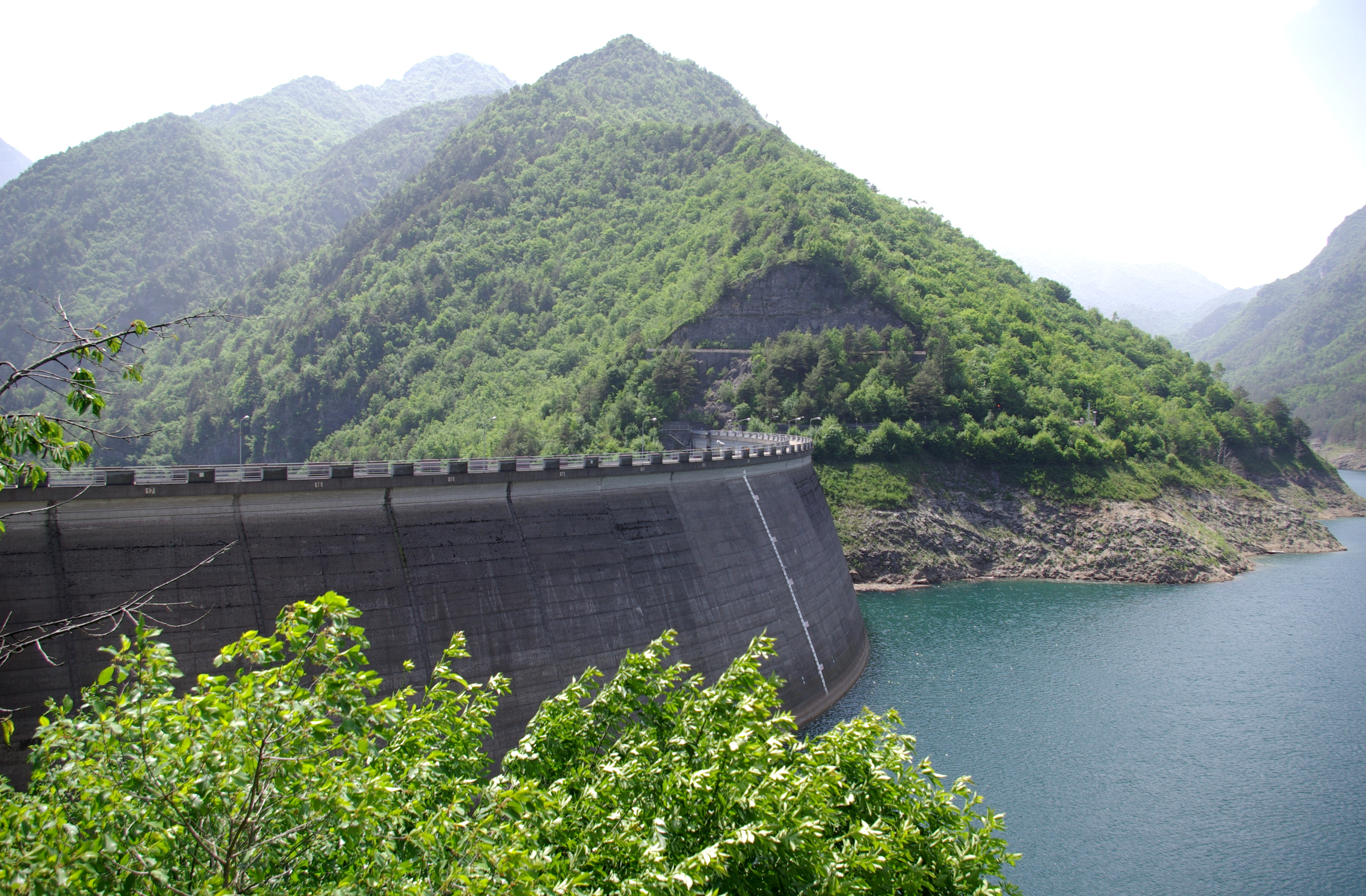
La diga di Ponte Cola del lago di Valvestino vista dal lato interno
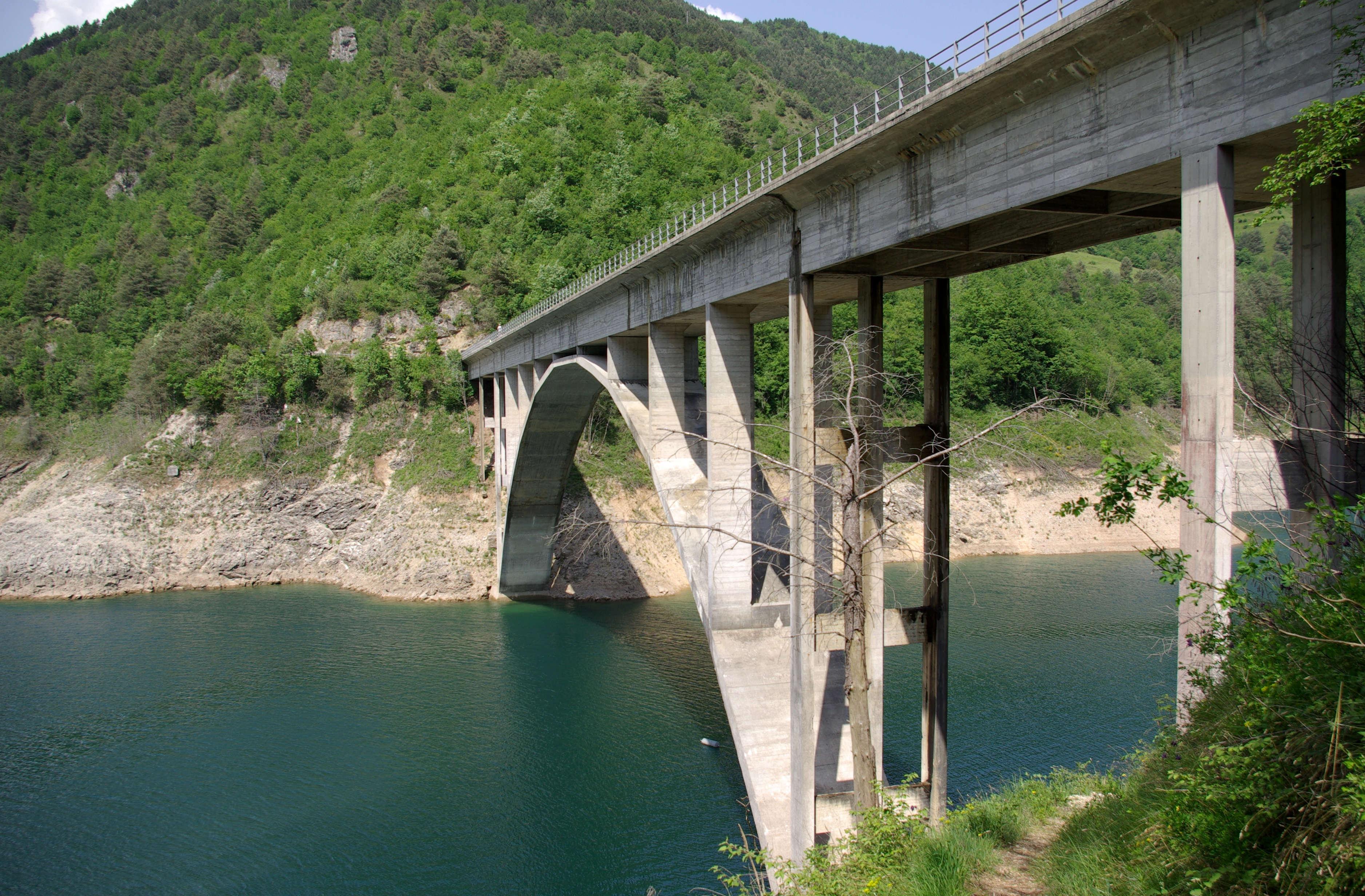
Il Ponte Recchi, uno dei due ponti a arco tipo Maillart che sovrastano il lago, prende il nome dalla ditta che lo costruì dal 1959 al 1962 su progetto dell'ingegnere Alfredo Passaro. Fu il primo ponte di tipo Maillart costruito in Italia e fu edificato da una squadra di 50 operai
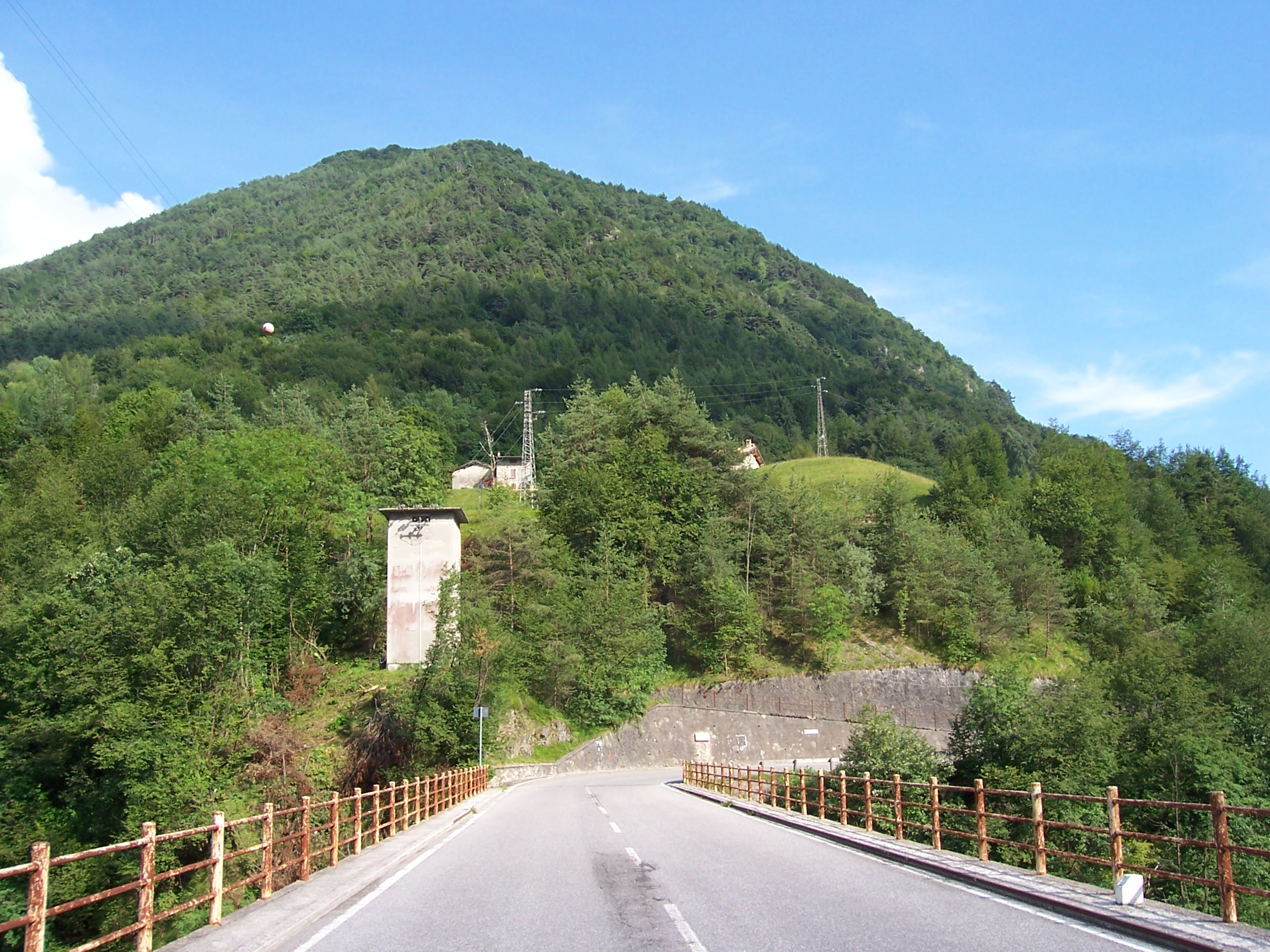
La località di Lignago ai piedi del monte Pra, vista dal Ponte Giovanetti o Ponte Rio Droanello o Ponte Riccardo Morandi
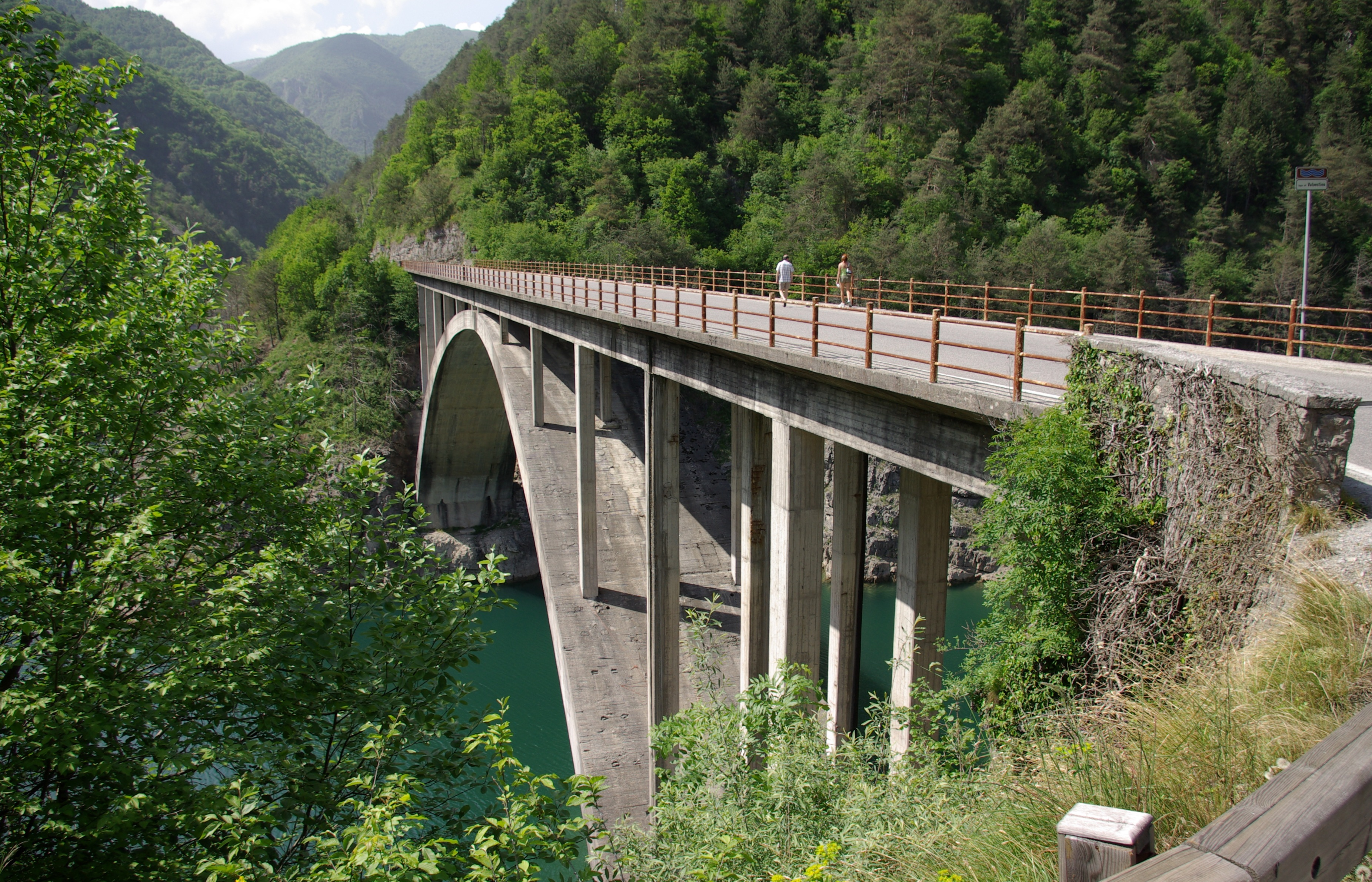
Il Ponte del Rio Droanello o Ponte Giovanetti o Ponte Morandi
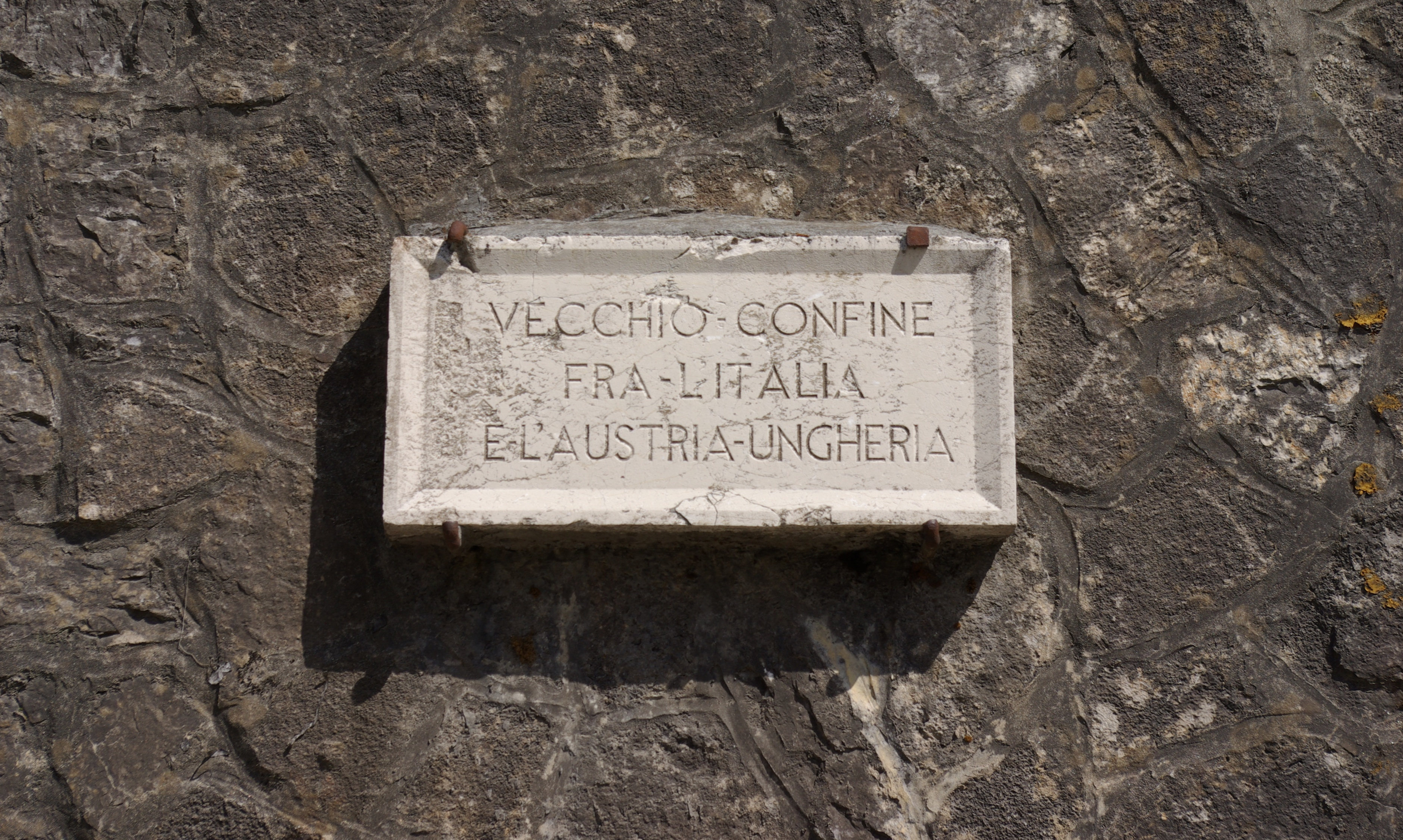
Ponte del Rio Droanello, l'epigrafe che ricorda il vecchio confine di stato esistente tra il Regno di Italia e l'impero Austro Ungarico
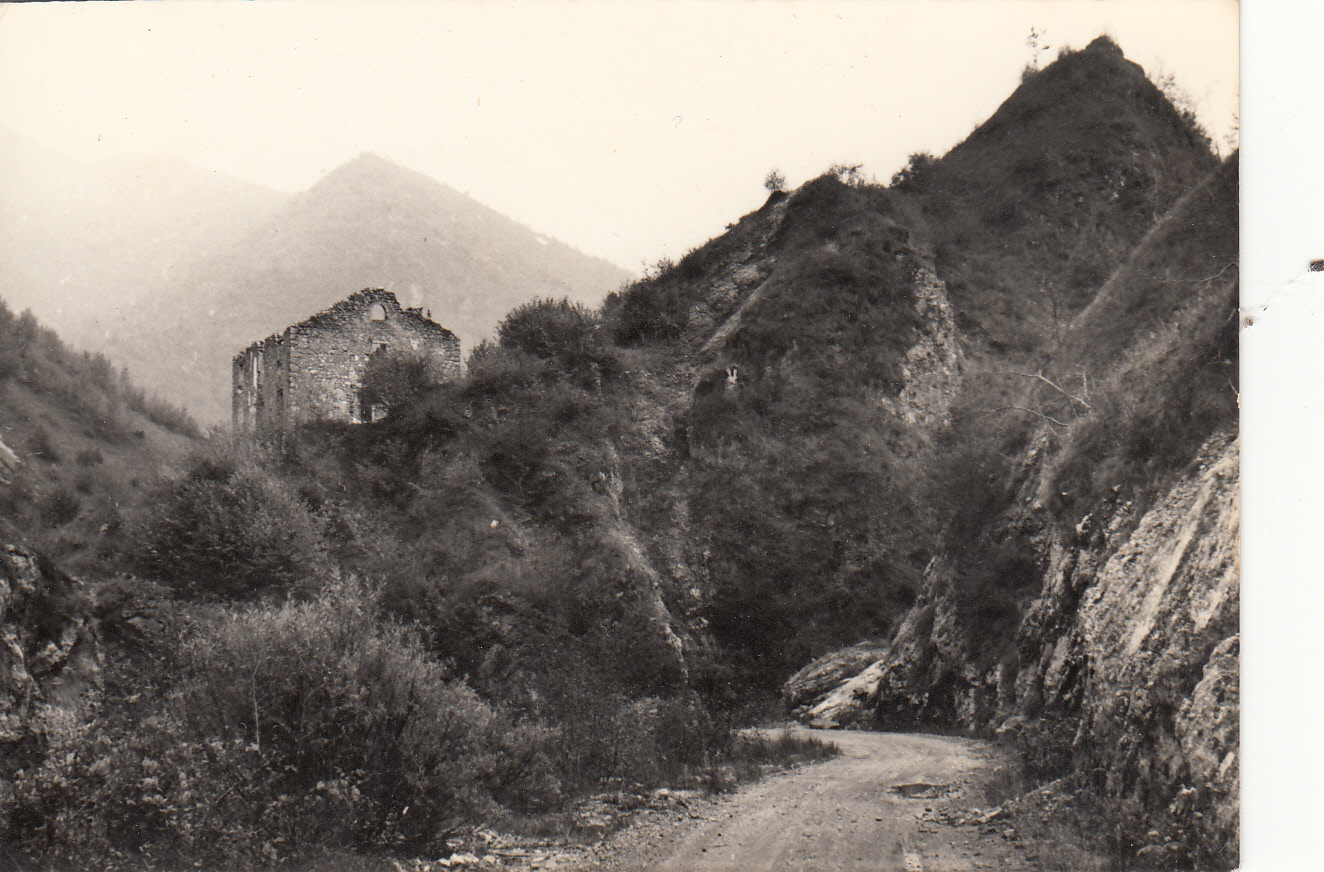
1961. L'ex caserma o Casello della Regia Guardia di Finanza in località Patoàla, l'antica strada bianca e in lontananza le propaggini della selva Boèrna del monte Magno
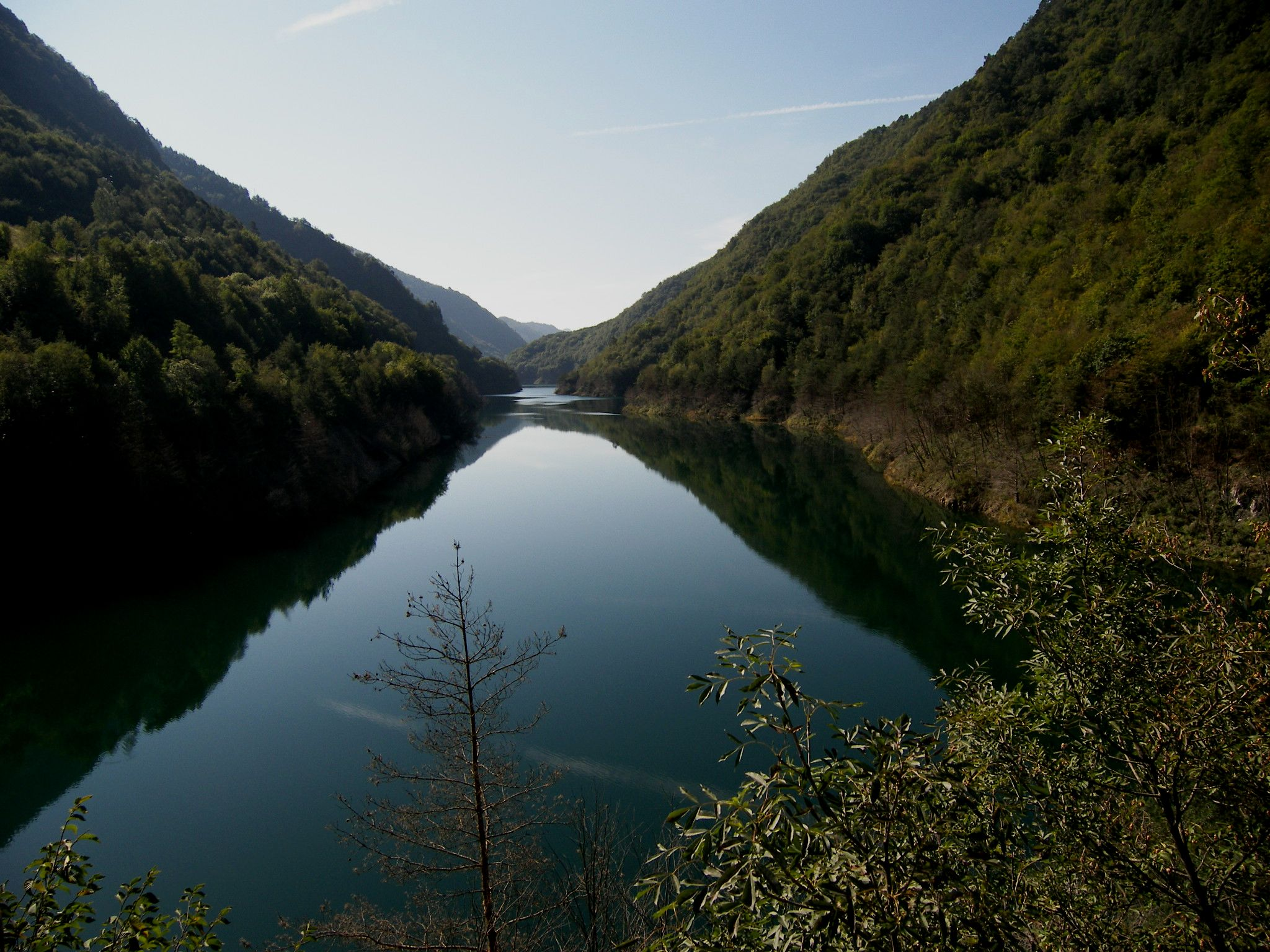
Lago di Valvestino
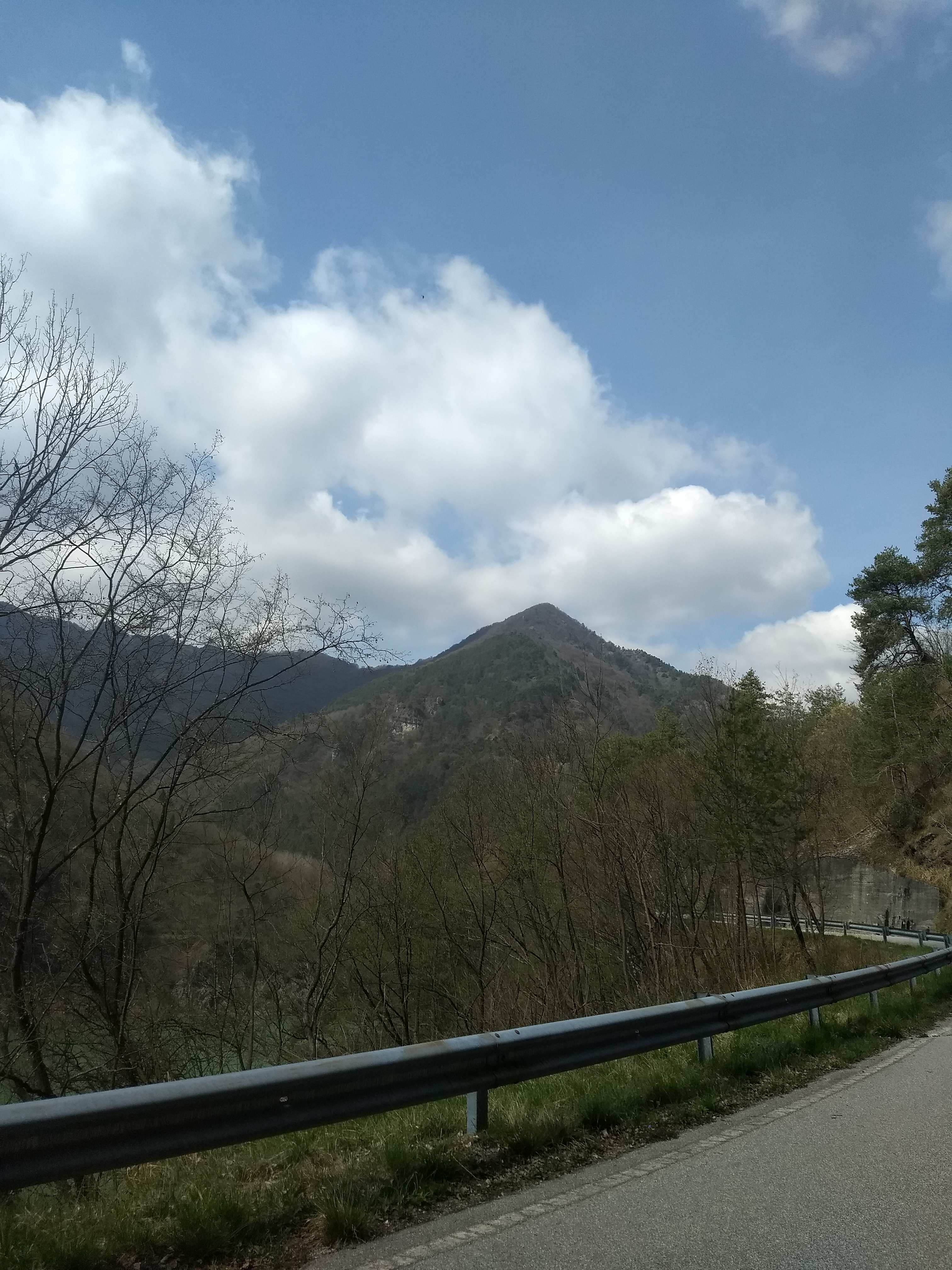
Monte Pinel